# WWE Over the Limit
O Over the Limit é um evento pay-per-view produzido anualmente pela WWE, uma promoção de wrestling profissional estadunidense. O Over the Limit foi criado em 2010 e substituiu o anterior Judgment Day no mês de maio. Conta com a participação de lutadores das divisões Raw e SmackDown.

## Datas e eventos
| Evento                | Data               | Cidade                     | Local           | Evento principal |
| --------------------- | ------------------ | -------------------------- | --------------- | --- |
| Over the Limit (2010) | 23 de maio de 2010 | Detroit, Michigan          | Joe Louis Arena | John Cena (c) vs. Batista em uma luta "I Quit" pelo WWE Championship                                                            |
| Over the Limit (2011) | 22 de maio de 2011 | Seattle, Washington        | KeyArena        | John Cena (c) vs. The Miz em uma luta "I Quit" pelo WWE Championship                                                            |
| Over the Limit (2012) | 20 de maio de 2012 | Raleigh, Carolina do Norte | PNC Arena       | John Cena vs. John Laurinaitis em uma luta individual sem desqualificações ou contagem; se Laurinaitis perdesse, seria demitido |